# Leopoldo Rubinacci

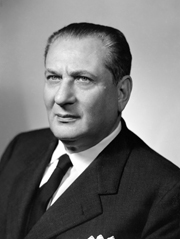
Leopoldo Rubinacci (1963)

Leopoldo Rubinacci (* 13. September 1903 in San Giorgio a Cremano, Provinz Neapel; † 19. Oktober 1969 in Mailand) war ein italienischer Politiker der Christdemokratischen Partei DC (Democrazia Cristiana), der von 1948 bis 1953 und zwischen 1963 und 1968 Mitglied des Senats (Senato della Repubblica) sowie von 1953 bis 1963 Mitglied der Abgeordnetenkammer (Camera dei deputati) war. Des Weiteren war er zwischen 1958 und 1969 sowie zeitweise Vizepräsident des Mitglied des Europäischen Parlamentes. Er bekleidete verschiedene Ministerämter und war zwischen 1951 und 1954 Minister für Arbeit und soziale Sicherheit sowie von 1966 bis 1968 Minister ohne Geschäftsbereich für die Koordinierung der Initiativen der wissenschaftlichen und technologischen Forschung.

## Leben
Leopoldo Rubinacci war nach einem Studium, das er mit einem Laurea in giurisprudenza beendete, als Rechtsanwalt tätig. Ein weiteres Studium der Politik- und Sozialwissenschaften schloss er mit einem Laurea in scienze politiche e sociali ab. Er engagierte sich zudem als Mitglied des Exekutivkomitees des Nationalen Gewerkschaftsbundes CGIL (Confederazione Generale Italiana del Lavoro).
Bei den Wahlen vom 18. April 1948 wurde er für die Christdemokratische Partei DC (Democrazia Cristiana) in der Region Kampanien erstmals zum Mitglied des Senats (Senato della Repubblica) gewählt. Während der ersten Legislaturperiode (1948 bis 1953) war er zwischen dem 8. Mai 1947 und dem 27. Januar 1950 Mitglied des Wahlrates (Giunta delle elezioni) sowie vom 17. Juni 1948 bis zum 26. Januar 1950 erst Vizepräsident und daraufhin zwischen dem 27. Januar 1950 und dem 24. Juni 1953 Mitglied der Ständigen Kommission für Arbeit, Auswanderung und soziale Sicherheit (10ª Commissione permanente (Lavoro, emigrazione e previdenza sociale)). Ferner war er vom 27. Juli 1949 bis zum 24. Juni 1953 Mitglied der Parlamentarischen Versammlung des Europarates. Im Kabinett De Gasperi VI war er vom 31. Januar 1950 bis zum 25. Juli 1951 Unterstaatssekretär im Ministerium für Arbeit und soziale Sicherheit (Sottosegretario di Stato per il lavoro e la previdenza sociale) sowie anschließend im Kabinett De Gasperi VII zwischen dem 26. Juli 1951 und dem 15. Juli 1953 selbst Minister für Arbeit und soziale Sicherheit (Ministro del lavoro e della previdenza sociale).
Rubinacci wurde bei den Wahlen am 7. Juni 1953 für den DC im Wahlkreis Neapel dann wiederum zum Mitglied der Abgeordnetenkammer (Camera dei deputati) gewählt. Er war im Kabinett De Gasperi VIII (16. Juli bis 17. August 1953) sowie im Kabinett Pella (17. August 1953 bis 18. Januar 1954) weiterhin Minister für Arbeit und soziale Sicherheit. Kurz vor seinem Ausscheiden aus der Regierung wurde er in der zweiten Legislaturperiode (1953 bis 1958) Mitglied der Kommission für Arbeit und soziale Sicherheit (XI Commissione (Lavoro e previdenza sociale)) und gehörte dieser vom 12. Januar 1954 bis zum 11. Juni 1958 an. Des Weiteren fungierte er zwischen dem 19. April 1955 und dem 11. Juni 1958 als Präsident der Parlamentarischen Untersuchungskommission über die Bedingungen der Arbeitnehmer in Italien (Commissione parlamentare di Inchiesta sulle Condizione dei Lavoratori in Italia). Am 27. Februar 1958 wurde er als Vertreter des italienischen Parlaments zudem Mitglied des Europäischen Parlamentes, dem er bis 1969 angehörte.
Bei den Wahlen am 25. Mai 1958 wurde Leopoldo Rubinacci im Wahlkreis Neapel erneut zum Mitglied der Abgeordnetenkammer gewählt. Er war in der dritten Legislaturperiode (1958 bis 1963) vom 30. Juli 1958 bis zum 30. Juni 1959 Präsident der Ständigen Kommission für Arbeit und soziale Sicherheit sowie im Anschluss zwischen dem 1. Juli 1959 und dem 15. Mai 1963 Mitglied der Ständigen Kommission für Auswärtiges (III Commissione (Esteri)).
Rubinacci wurde bei den Wahlen am 28. April 1963 schließlich für die Region Kampanien wieder zum Mitglied des Senats gewählt, dem er bis zum 4. Juni 1968 angehörte. In der vierten Legislaturperiode (1963 bis 1968) war er zwischen dem 3. Juli 1963 und dem 7. August 1964 erst wieder Mitglied der Ständigen Kommission für Arbeit, Auswanderung und soziale Sicherheit sowie anschließend vom 8. August 1964 bis zum 4. Juni 1968 Mitglied der Ständigen Kommission für Auswärtige Angelegenheiten (3ª Commissione permanente (Affari esteri)). Daneben fungierte er zwischen dem 24. Juni 1964 und dem 15. Juli 1965 als Präsident der Commissione parlamentare d’inchiesta sul disastro del Vajont, der Kommission zur Untersuchung der sogenannten „Katastrophe von Longarone“ an der Vajont-Staumauer. Das Aufstauen des Stausees Vajont führte am 9. Oktober 1963 zu einem Bergrutsch vom Monte Toc in den See. Dieser verursachte eine große Flutwelle, die sich über die Mauerkrone in das enge Tal ergoss und das Städtchen Longarone, die Ortschaften Faé, Villanova, Erto sowie fünf weitere vollständig zerstörte. Bei der Katastrophe starben etwa 2000 Menschen. Darüber hinaus war er zwischen dem 29. September 1965 und dem 4. Juni 1968 Mitglied des Rates für die Verträge zur Europäischen Wirtschaftsgemeinschaft und zur Europäischen Atomgemeinschaft (Consultiva trattati CEE e CEEA).
Im Kabinett Rumor III fungierte Leopoldo Rubinacci schließlich vom 23. Februar 1966 bis zum 23. Juni 1968 als Minister ohne Geschäftsbereich für die Koordinierung der Initiativen der wissenschaftlichen und technologischen Forschung (Ministro senza portafoglio per il coordinamento delle iniziative per la ricerca scientifica e tecnologica).
Er war zudem zeitweise Vizepräsident des Europäischen Parlaments. Des Weiteren engagierte er sich als Präsident des Nationalen Verbandes älterer Arbeitnehmer ANLA (Nazionale dell’Associazione Nazionale Lavoratori Anziani), als Präsident des Blauen Kreuzes (Croce azzurra) und des neapolitanischen Sportvereins Associazione Polisportiva Partenope. Darüber hinaus fungierte er als Präsident der Italienisch-Amerikanischen Freundschaftgesellschaft AIA (Associazione italo americana) und Präsident des Zentrums für die Beziehungen zwischen Europa und Afrika (Centro relazione Europa Africa).

## Veröffentlichungen
- Sistema del diritto matrimoniale italiano, Neapel 1933
- Tecnica sindacale, Florenz 1949